# أغالاتوفو
أغالاتوفو (بالروسية: Агалатово) هي مدينة في مقاطعة لينينغراد أوبلاست في روسيا.